# Dart PDC Nordic & Baltic
DART PDC Nordic&Baltic (PDCNB) är en organisation för professionella dartspelare i Norden, Färöarna och Baltikum inom sporten Dart. Huvudorganisationen Professional Darts Corporation  är skild från WDF World Darts Federation  (vid den tiden BDO British Darts Organisation) , på samma sätt är PDCNB skild från Svenska Dartförbundet. och de andra ländernas dartförbund inom World Darts Federation WDF.

## Historik
Representanter från Danmark, Sverige och Finland samt Unicorn Products Darts  träffades för att skapa ett unikt partnerskap med Professional Darts Corporation (PDC)  Ur detta partnerskap bildades Scandinavian Darts Corporation (SDC) 2012. Från och med 2017 utökades SDC:s territorium till att täcka de baltiska länderna Estland, Lettland och Litauen, samt Färöarna. Samtidigt gjordes namnbyte till Professional Darts Corporation Nordic & Baltic (PDCNB).
Under 2017 introducerades ytterligare en möjlighet för PDCNB-spelare. Genom samarbetet med PDC Europe kom introduktionen av en European Pro Tour (ET) kvalplats som ger nordiska och baltiska spelare chansen att tävla på scen – dessutom TV-sänd (i Sverige, Norge och Danmark, Viaplay) - i hela Europa och på så sätt få ytterligare värdefull erfarenhet.

## Organisationen, ändamål
PDCNB organisation består av ordförande, 2024 Michael Frydendahl Danmark, och representanter från Sverige, Finland, Norge, Island samt Lettland . Dessutom en TD Tournament Director och en mediechef.
PDCNB är en sammanslutning, underorganisation, till PDC Professional Darts Corporation  - som driver darttävlingar kallade Pro Tour event, och därtill hörande ranking (order of merit), samt kval till PDC Euro Tour, för professionella dartspelare i Island, Norge, Sverige, Finland, Danmark, Estland, Lettland, Litauen och Färöarna. Samt för Mr Vegas Nordic Dart Masters som ingår i World Tour där 8 nordiska spelare ställs mot 8 av de bästa i världen. De två bästa på rankingen blir kvalificerade till PDC World Darts Championship.

## Turneringar och kval
Varje tävlingshelg – en i vardera Lettland (LIT), Finland (FIN), Sverige (SWE), Danmark (DEN) och Island (ICE) (år 2025 även i Norge (NOR)) – innehåller 2 Pro Tour events (rak cup med 8 seedade spelare efter ranking - Order of Merit) och kval till Euro Tour . 2021 endast 5 deltävlingar. Matcherna i dessa turneringar går i bäst av 11 legs (legs motsvarar tennisens games). Vilken av spelarna som börjar ”serva” bestäms före matchen genom så kallad ”middling”, närmast eller i bullen (den röda innersta cirkeln i darttavlans mitt), kallas även ”Diddle for the middle”. 
Deltagarantalet i PDC Nordic Baltic cuper varierar, genomsnittet 2024 var 144 (72 per pro-tour) spelare som registrerat sig för spel under en turneringshelg. Prispengar, totalt 5000 € utdelas varav till segraren 1200 €, tvåan 600 €, förlorarna semifinalerna får 300 € vardera, kvartsfinalisterna 200 € vardera och de som förlorat i åttondelsfinalerna (9-16 plats) eller omgången innan 17-32 platser) får 125 € respektive 50 € vardera. Insatserna/anmälningsavgiften är 40 € för samtliga deltagare .
I kvalturneringarna till Euro Tour deltar normalt ett färre antal spelare, där är avgiften 90 € och vinnaren får platsen till aktuell Euro Under 2025 ökas antalet tours till 14 från tidigare 13. Under 2025 tillkommer Nordic & Baltic Darts Championship med ett fält av 24 kvalificerade enligt årets PDCNB Order of Merit. De 8 främsta seedas och vinnaren får en plats i VM, PDC World Darts Championship som för 2026 (pågår in till 3 januari 2026), då startfältet utökas från 96 till 128.
Notera att spelare som innehar plats 64 eller bättre i PDC Order of Merit inte får delta i PDC Nordic & Baltic Pro Tours.

## Slutställningen PDC Nordic Baltic Order of Merit[7]efter 2021 års 5 deltävlingar med inspelade prispengar (endast 5 deltävlingar på grund av pandemin)
1. Madars Razma  3200 €
2. Daniel Larsson  2725 €
3. Marko Kantele  2600 €
4. Andreas Toft Jørgensen  1800 €
5. Darius Labanauskas  1350 €
6. Johan Engström  1200 €
7. Dennis Nilsson  1100 €
8. Niels Heinsøe  1025 €
9. Ivan Springborg  1025 €
10. Henrik Primdal  575 €

## Slutställningen PDC Nordic Baltic Order of Merit[7]efter 2022 års 10 deltävlingar med inspelade prispengar
1. Darius Labanauskas  6825 €
2. Daniel Larsson  4425 €
3. Vladimir Andersen  3575 €
4. Madars Razma  3125 €
5. Marko Kantele  2650 €
6. Dennis Nilsson  2500 €
7. Andreas Harrysson  2200 €
8. Benjamin Reus  1675 €
9. Andreas Toft Jørgensen  1150 €
10. Veijo Viinikka  1100 €

## Slutställningen PDC Nordic Baltic Order of Merit[7]efter 2023 års 10 deltävlingar med inspelade prispengar
1. Marko Kantele  6050 €
2. Jeffrey de Graaf  4225 €
3. Benjamin Reus  3200 €
4. Daniel Larsson  3150 €
5. Dennis Nilsson  2125 €
6. Paavo Myller  1975 €
7. Vladimir Andersen  1825 €
8. Mindaugas Barauskas  1700 €
9. Tom Veje  1400 €
10. Oskar Lukasiak  1300 €

## Slutställningen PDC Nordic Baltic Order of Merit[7]efter 2024 års 10 deltävlingar med inspelade prispengar
1. Jeffrey de Graaf , 5125 €
2. Darius Labanauskas , 4450 €
3. Johan Engström , 4000 €
4. Oskar Lukasiak , 3425 €
5. Marko Kantele , 2975 €
6. Andreas Harrysson , 2850 €
7. Cor Dekker , 2600 €
8. Teemu Harju , 1825 €
9. Jani Laurila , 875 €
10. Kent Jøran Sivertsen , 850 €

## Slutställningen PDC Nordic Baltic Order of Merit[7]efter 2025 års 12 deltävlingar med inspelade prispengar
1. Andreas Harrysson  6800 €
2. Teemu Harju  4475 € (*)
3. Oskar Lukasiak  4475 € (*)
4. Marko Kantele  3375 €
5. Valters Melderis  3050 €
6. Johan Engström  3025 €
7. Darius Labanauskas  2925 €
8. Daniel Larsson  2575 €
9. Jonas Masalin  2325 €
10. Cor Dekker  1375 €

(*) Temu Harju placeras före Oskar Lukasiak med bättre resultat i sista (12e) deltävlingen
Ettan och tvåan blir kvalificerade för VM, PDC World Darts Championship

## PDC Nordic & Baltic Wall of Fame - Vinnare av Order of merit och tvåan under åren
- 2012 Jarkko Komula , Jani Haavisto
- 2013 Per Laursen, Jani Haavisto
- 2014 Jani Haavisto , Jarkko Komula
- 2015 Kim Viljanen , Per Laursen
- 2016 Kim Viljanen , Magnus Caris
- 2017 Kim Viljanen , Marko Kantele
- 2018 Darius Labanauskas , Daniel Larsson
- 2019 Madars Razma , Darius Labanauskas
- 2020 Inga tävlingar
- 2021 Madars Razma , Daniel Larsson
- 2022 Darius Labanauskas , Daniel Larsson
- 2023 Marko Kantele , Jeffrey de Graaf
- 2024 Jeffrey de Graaf , Darius Labanauskas
- 2025 Andreas Harrysson , Teemu Harju